# 頑固じいさん孫3人
『頑固じいさん孫3人』（がんこじいさんまごさんにん、Our House）は、1986年から1988年までアメリカ合衆国のNBCで放送されたファミリー向けテレビドラマ。全2シーズン計46話。日本では『頑固じいさん孫3人』のタイトルでNHK総合テレビジョンにて1987年から1989年にかけて放送された。

## 概要
本作はホームドラマと分類されるものではあるが、世代間や家族・兄弟間、人種、隣人や学校生活、果ては社会貢献などといった現代社会が抱えている様々な問題提起を毎回のメインテーマとしている。
長女・クリス役は、後に『ビバリーヒルズ高校白書』でブレンダ役を演じたシャナン・ドハーティー。長男・ディビッド役は、後に『ドクタークイン 大西部の女医物語』でマシュー役を演じたチャド・アレン。ガス・ウィザースプーンの日本語吹き替えを担当したのはハナ肇。
NHKでは本放送後、一度再放送しただけにとどまっている。

## あらすじ
ガス・ウィザースプーンは鉄道会社を退職し、妻の死後は一人で悠々自適の生活を過ごしていた。ある日、突然夫のジョニーに先立たれたジェシーが3人の子供を引き連れて、義父であるガスの家に引っ越してきた。長女のクリスは宇宙飛行士を夢見て空軍士官学校入学を目指し受験勉強に励む一方でロック好きの今どきの高校生。長男のデイビッドはラップとMTBが好きな、やんちゃ坊主の小学生。二女・モーリーは絵と詩を書くのが大好きで、かなりおしゃまで奇想天外な行動派。だが、ガスは生来の頑固者。孫が可愛い反面、昔気質なためついつい孫の行動にやきもきし、時には雷を落としてしまう。3世代に渡るジェネレーションギャップがいきなり持ち込まれたガスの家では毎日騒動が起こるのだった。

## 登場人物
- ガス・ウィザースプーン Gus Witherspoon （ウィルフォード・ブリムリー/声：ハナ肇） - ふとっちょで元気なおじいさん。糖尿病を煩っており、時折り意識が遠のき救急車で運ばれる。
- ジェシー Jessica 'Jessie' Witherspoon（ディードル・ホール/声：鈴木弘子）
- クリス Kris Witherspoon（シャナン・ドハーティー/声：長谷川真弓）
- デイビッド David Witherspoon （チャド・アレン/声：梶野博司）
- モーリー Molly Witherspoon （ケリー・ホウリハン/声：土井千恵子）
- ジョー・カプラン Joe Kaplan （ジェラルド・S・オラクリン/声：及川ヒロオ）- ガスの古くからの友人。隣りに住んでいて、毎朝ウィザースプーン家の朝食時に「お前（ガスの事）の入れたコーヒーを飲まないと一日が始まらないんだよ」といいつつコーヒーを飲みに来るのが日課。
- バーサ Bertha （ニコール・ダバック/声：高橋絵美子）- モーリーの大親友。よくウィザースプーン家に遊びに訪れる。ほぼその度にモーリーと何らかの突拍子もない騒動を巻き起こす。
- J.R.（ジェイアールと呼称） J.R. Dutton （デービッド・メンデンホール/声：加藤明人） - デイビッドの親友。デイビッドに負けず劣らずのやんちゃ坊主。
- タフト夫人 （声：香椎くに子） - ウィザースプーン家の隣人。気難しく、何かにつけガスにいちゃもんをつけ、その度言い争っている。しかし実は一人暮らしの寂しさを紛らわしているだけ。
- デーナバ・ギネス （声：坂本真綾） -

## 放送局
- NBC
- NHK総合テレビジョン
- スーパーチャンネル(現・スーパー!ドラマTV)（CS・CATV放送）
［2002年3月10日第1話～2002年12月8日第39話，2004年7月22日第1話～2004年9月15日第39話］